# NGC 7577
NGC 7577 é uma galáxia espiral (S) localizada na direcção da constelação de Pisces. Possui uma declinação de +07° 21' 57" e uma ascensão recta de 23 horas, 17 minutos e 17,1 segundos.
A galáxia NGC 7577 foi descoberta em 7 de Outubro de 1885 por Guillaume Bigourdan.